# Brigitte Unger-Soyka
Brigitte Unger-Soyka (* 9. Januar 1949 in Friedrichshafen als Brigitte Soyka) ist eine deutsche Pädagogin und Politikerin (SPD). Sie war Mitglied im baden-württembergischen Landtag von 1988 bis 1996.

## Leben
Nach dem Abitur absolvierte Unger-Soyka eine Ausbildung zur Grund- und Hauptschullehrerin an der Pädagogischen Hochschule Weingarten. Anschließend studierte sie Sonderpädagogik und Erziehungswissenschaften an der Universität Heidelberg und beendete ihr Studium als Diplom-Pädagogin. Nach mehrjährigen Auslandsaufenthalten in England und Kanada arbeitete sie von 1978 bis 1988 als Lehrerin an einer Schule für Körperbehinderte in Pforzheim und an der Sprachheilschule in Heidelberg.
Von 1999 bis 2005 war sie Leiterin der Abteilung Gleichstellung im Bundesministerium für Familie, Senioren, Frauen und Jugend.
Brigitte Unger-Soyka ist mit dem Pharmakologen Thomas Unger verheiratet. Sie leben zusammen in Berlin und haben drei Kinder.

## Politische Tätigkeit
Unger-Soyka betätigte sich in den 1980er-Jahren aktiv in der Friedensbewegung, trat 1984 in die SPD ein und wurde 1988 über ein Zweitmandat im Wahlkreis Heidelberg als Abgeordnete in den baden-württembergischen Landtag gewählt. 1992 konnte sie das Direktmandat ihres Wahlkreises gewinnen.
Während der Großen Koalition in Baden-Württemberg amtierte Unger-Soyka vom 11. Juni 1992 bis 11. Juni 1996 als Ministerin für Familie, Frauen, Weiterbildung und Kunst in der von Ministerpräsident Erwin Teufel geführten Landesregierung. Unger-Soyka schied 1996 aus dem Landtag aus.